# Gunnar Halle
Gunnar Halle (født 11. august 1965 i Larvik, Norge) er en tidligere norsk fodboldspiller og senere -træner, der som højre back på Norges landshold deltog ved to VM-slutrunder (1994 og 1998). I alt nåede han at spille 64 kampe og score fem mål for landsholdet.
På klubplan spillede Halle i hjemlandet hos Lillestrøm SK. Derudover tilbragte han adskillige år i engelsk fodbold, hvor han blandt andet var tilknyttet Leeds United og Bradford City.
Halle har efter sit karrierestop fungeret som træner, og var fra 2009 til 2010 cheftræner i FC Lyn Oslo.